# 태전동 (대구)
태전동(太田洞)은 대구광역시 북구의 법정동이다. 행정동으로는 태전1동·태전2동으로 나뉜다.

## 교육

#### 초등학교
- 대구관천초등학교
- 대구태암초등학교
- 대구태전초등학교
- 대구태현초등학교

#### 중학교
- 구암중학교
- 관천중학교
- 매천중학교(행정구역상으로는 태전동이다)

#### 고등학교
- 강북고등학교
- 매천고등학교(행정구역상으로는 태전동)
- 영송여자고등학교

#### 대학교
- 대구과학대학교
- 대구보건대학교

## 주거
칠곡지구가 개발되면서많은 아파트단지가 들어서있다. 대로변에는 주택들도 있으며 빌라도 많다.

### 자연부락
자연부락으로 수평, 지당, 큰 이매, 작은 이매 등이 있다. 수평은 '수피이'등으로도 불린다.

### 아파트
| 단지명                       | 건설사                   | 시행사         | 주소                  | 입주        | 비고     |
| ---------------------------- | ------------------------ | -------------- | --------------------- | ----------- | -------- |
| 태전휴먼시아 1단지           | ㈜서한 금호산업 풍림산업 | 대한주택공사   | 북구 매전로 73        | 2008년 9월  | 국민임대 |
| 태전우방타운 3차             | ㈜우방                   | ㈜우방         | 북구 학정로 126       | 1999년 7월  |          |
| 태전 대백맨션 2차            | 대백건설㈜               | 대백건설㈜     | 북구 관음로 18        | 1995년 6월  |          |
| 칠곡 관음타운                | ㈜창신 ㈜에덴            | ㈜창신 ㈜에덴  | 북구 영송로 63        | 1995년 9월  |          |
| 강북 화성파크드림            | 화성산업                 | 대영리츠건설㈜ | 북구 칠곡중앙대로 312 | 2007년 12월 |          |
| 강북 2차 화성파크드림 와이드 | 화성산업                 | 신아산업개발㈜ | 북구 태전로3길 24     | 2008년 2월  |          |